# Bồ, Lâm Phần
Bồ (chữ Hán giản thể: 蒲县, âm Hán Việt: Bồ huyện) là một huyện thuộc địa cấp thị Lâm Phần, tỉnh Sơn Tây, Cộng hòa Nhân dân Trung Hoa. Huyện Bồ có diện tích 1508 km², dân số năm 2002 là 100.000 người. Huyện Bồ có 4 trấn và 11 hương.
- Trấn: Thành Quan, Khắc Thành, Tiết Quan, Hắc Long Quan, Công Dục, Thái Lâm, Hồng Đạo, Hoá Lạc, Tây Bình, Sơn Khẩu, Sơn Trung, Kiều Gia Loan, Cổ Huyện, Tào Thôn, Điêu Khẩu.
- Hương:.